# Сави (народ)
Сави — папуасское племя, обитающее в восточной части индонезийской провинции Папуа (ранее Ириан-Джая). Приблизительное количество составляет 4900 человек.

## Описание
Сави были известны как каннибалы и охотники за головами еще в 50-х годах XX века. В 1962 году пара христианских миссионеров  Дон и Кэрол Ричардсон пришли в это племя и прожили  среди них в течение 15 лет. Дон Ричардсон написал о своей жизни среди сави книгу, которую назвал «Ребенок мира». После появления христианских миссионеров многие из племени обратились в христианство. На своей территории они возвели крупнейшее в мире круглое христианское здание построено только из природных материалов. Оно было построено в 1972 году как место сбора христиан сави. 

## Язык
Язык сави является частью основной ветви Трансновогвинейских языков.